# Vigra
Vigra ist eine Insel in der Nähe der Stadt Ålesund an der norwegischen Küste. Sie gehört zur Gemeinde Giske in der Provinz (Fylke) Møre og Romsdal.
Auf der Insel befindet sich der lokale Flughafen von Ålesund sowie ein Drehfunkfeuer.

## Natur
2002 wurde im Norden der Insel das Molnes Naturreservat zum Schutz von Fauna und Flora eingerichtet. Innerhalb des Reservats liegt mit dem Molnesfjellet (123 üNN) die höchste Erhebung Vigras. Das Reservat ist durch die Strand- und Felslandschaften geprägt und beherbergt Orchideen.

## Geschichte

### Im Zweiten Weltkrieg

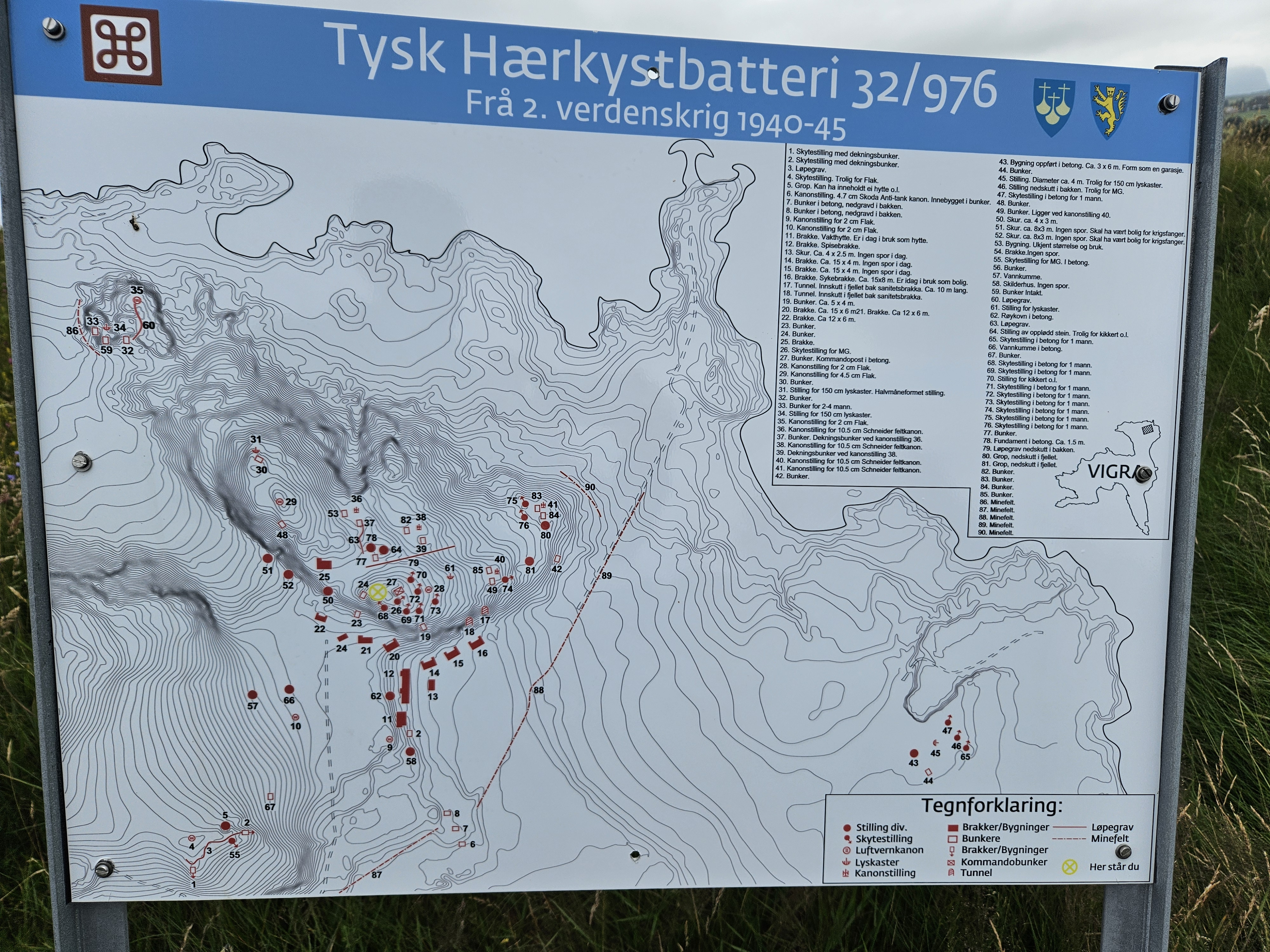
Informationstafel in Molnes zur Heeres-Küsten-Batterie (32/976) der Deutschen Wehrmacht.

Im Zweiten Weltkrieg errichtete die deutsche Wehrmacht als Teil des Atlantikwalls zwischen 1940 und 1945 eine befestigte Heeres-Küsten-Batterie (32/976) am Nordende der Insel bei Molnes, um die Einfahrt nach Ålesund aus Norden zu kontrollieren. Die Fundamente stehen unter Denkmalschutz, und eine Infotafel informiert über die Stellung.

### Ehemaliger Mittelwellensender
Auf Vigra befand sich bis zum 8. September 2011 eine Rundfunksendeanlage für Mittelwelle, die als Antenne einen 232 Meter hohen selbststrahlenden Stahlrohrmast verwendete.

## Persönlichkeiten mit Bezug zu Vigra
- Peggy Hessen Følsvik (* 1960 in Vigra), norwegische Gewerkschafterin.